# Boyshit
Boyshit (reso graficamente BOYSHIT) è un singolo della cantante statunitense Madison Beer, pubblicato l'11 dicembre 2020 come quarto estratto dal primo album in studio Life Support.

## Pubblicazione
L'artista ha annunciato il singolo il 4 dicembre 2020 sui suoi canali social, in contemporanea con la data di pubblicazione dell'album.

## Tracce
Testi e musiche di Madison Beer, Jake Banfield, Leroy Clampitt, Pete Nappi e Upshal.
1. Boyshit – 2:40